# Route du goudron
La route du goudron  (finnois : Tervan tie) est une route touristique allant de Oulu à Kuhmo en Finlande,. 

## Présentation
La route mène d'Oulu à Kuhmo dans les paysages de l'ancienne route de transport de goudron de l'Oulujoki.
Le long de la route, il y a, entre autres, des destinations touristiques liées à l'ancienne culture du goudron et des entreprises existantes utilisant le goudron.

## Parcours
La route Tervantie va d'Oulu via Kajaani et Sotkamo à Kuhmo.
Son parcours est le suivant : route nationale 22 - seututie 800 - seututie 879 - Yhdystie  8820 - route nationale 22  - route nationale 5  - route nationale 6 - Kantatie 76.
Elle se termine à la jonction des Kantatie 76 et Kantatie 75.
Le projet touristique regroupe huit communes : Oulu, Muhos, Utajärvi, Vaala, Paltamo, Kajaani, Sotkamo et Kuhmo.

## Édifices le long de la route
- Manoir de Merilä
- Parc national de Rokua

## Galerie

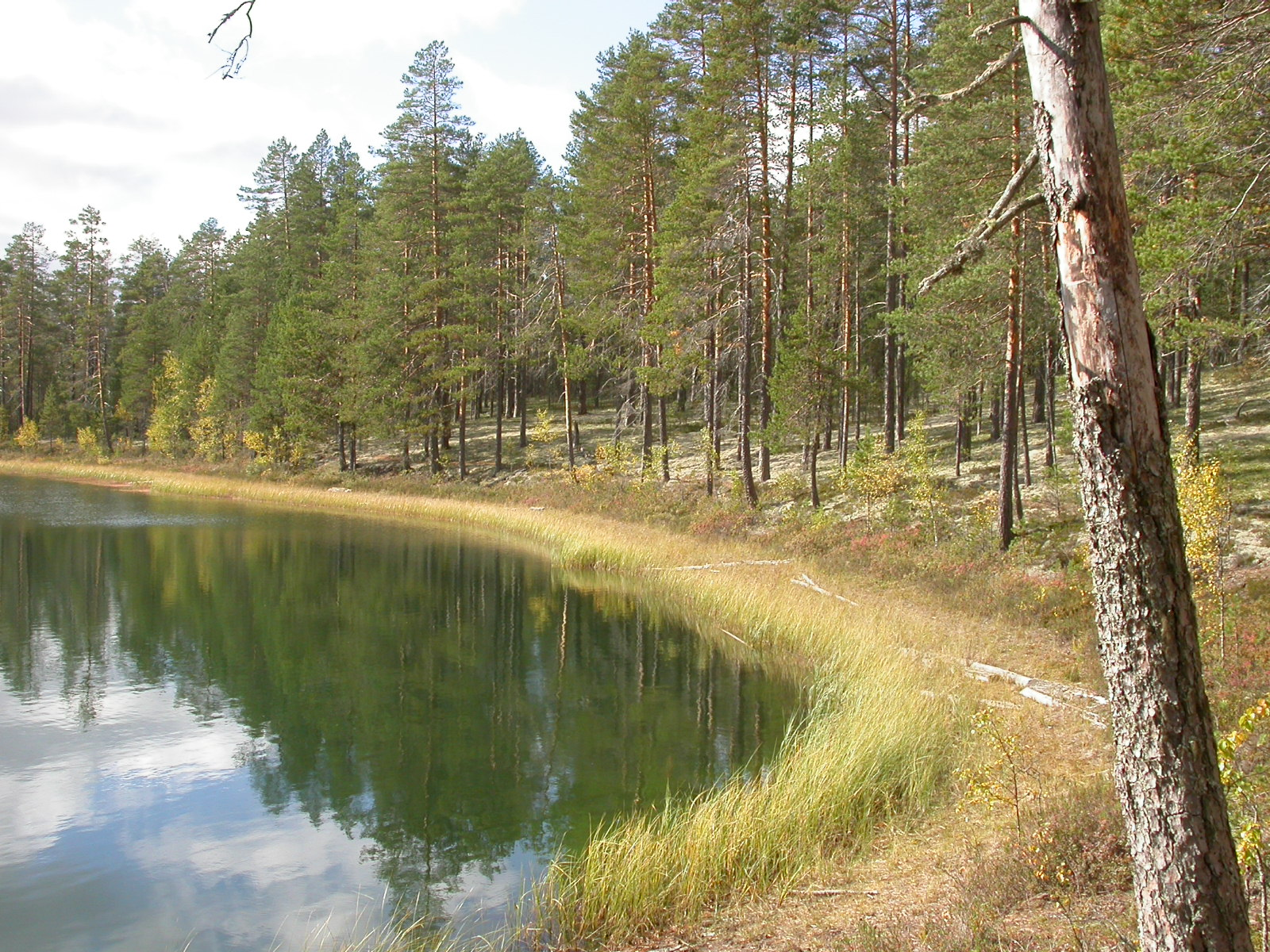
Parc national de Rokua
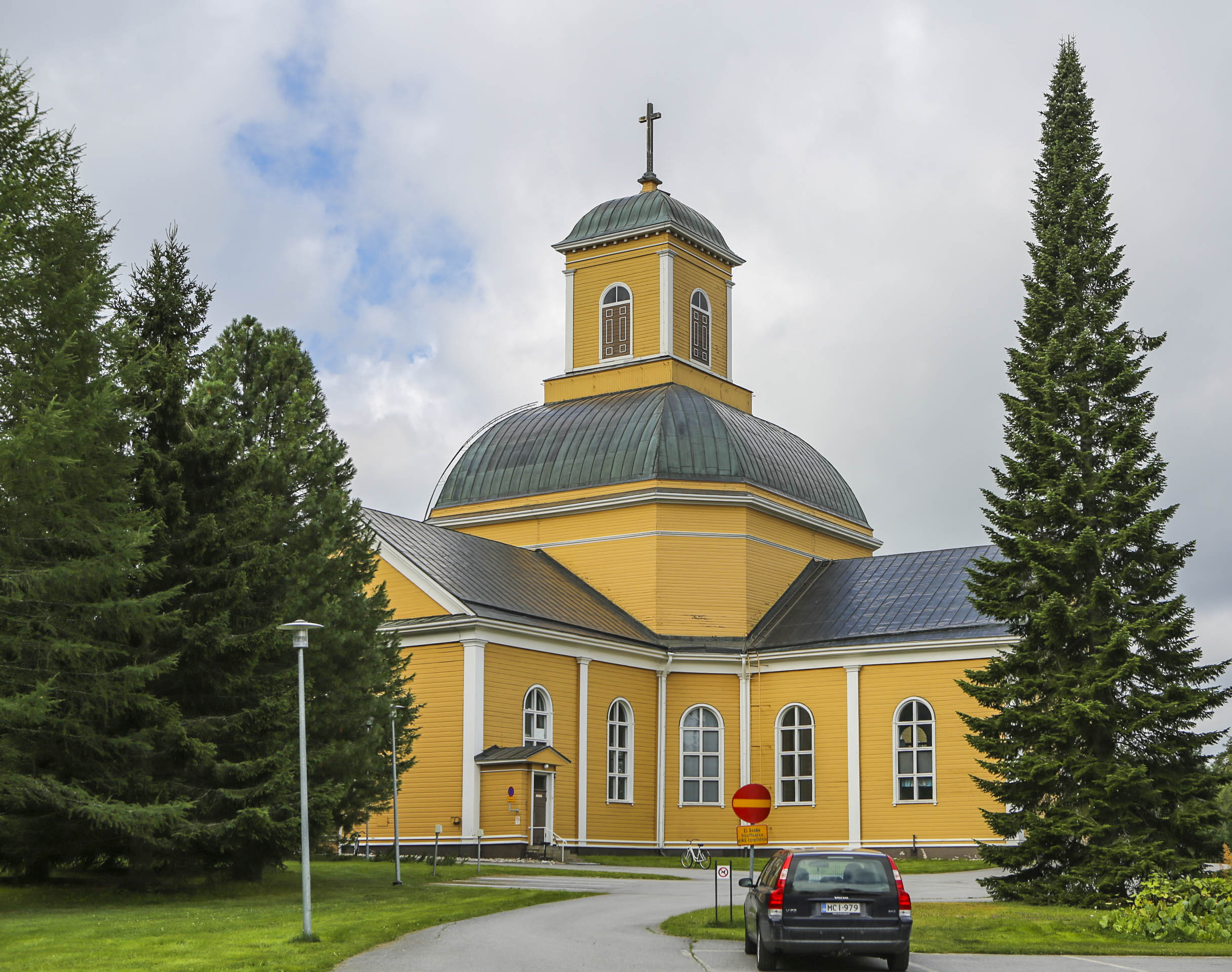
Église de Kuhmo.
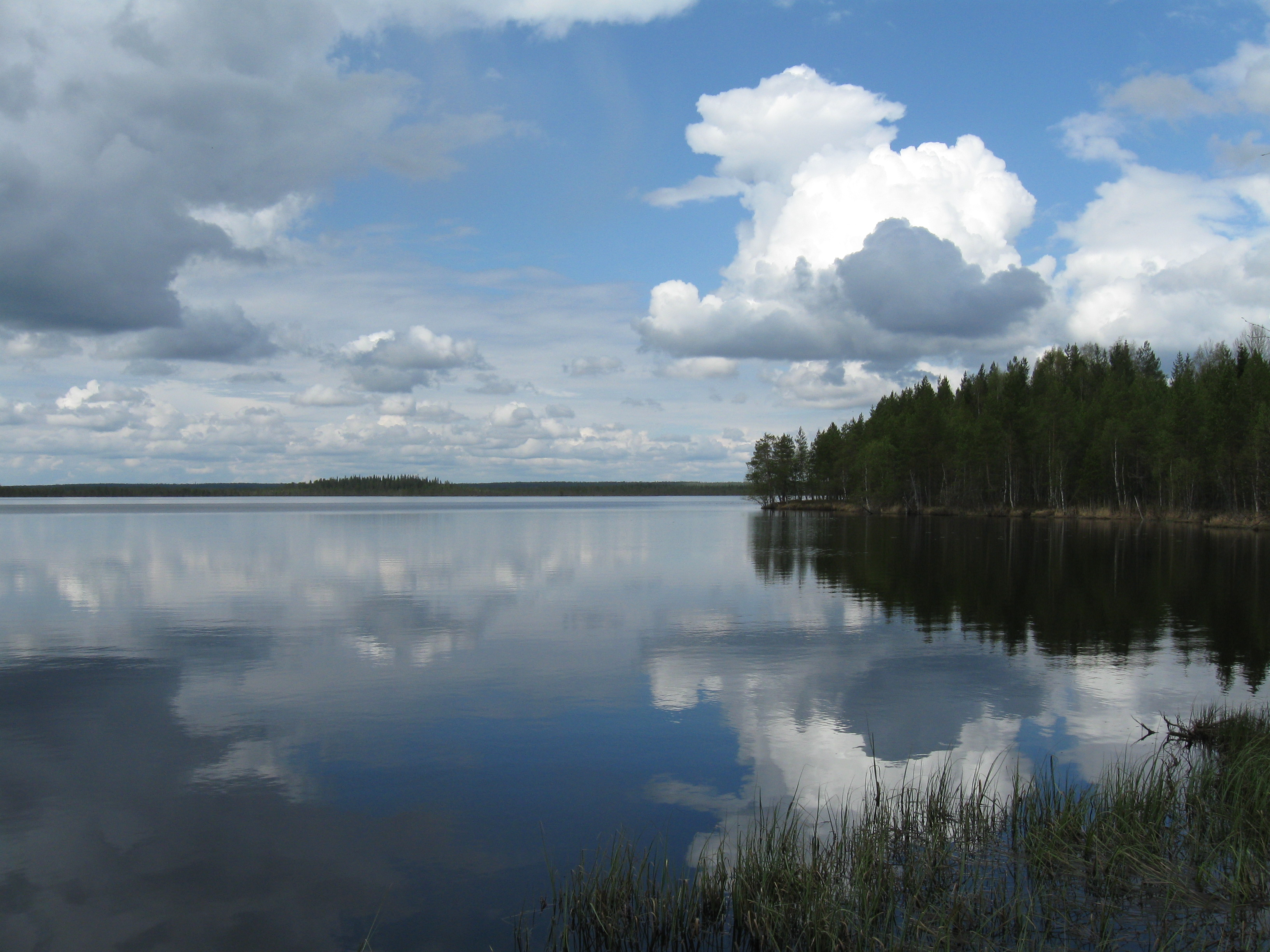
Lac Iso-Timonen.
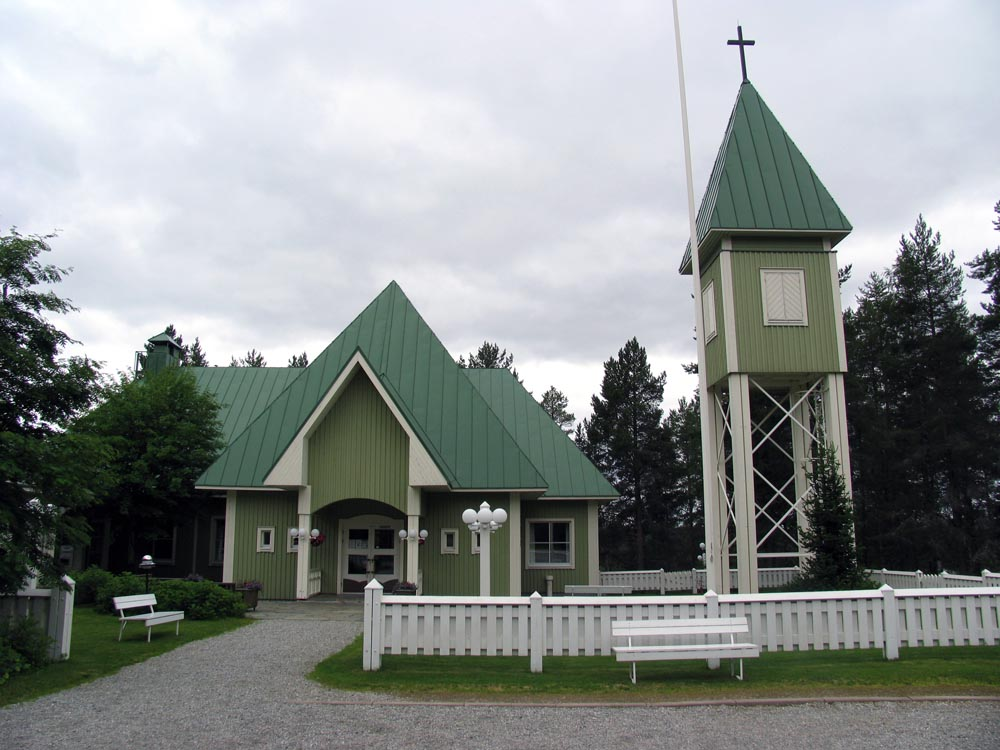
Église de Lentiira.